# Insurrextion
Insurrextion è stato un evento in pay-per-view di wrestling organizzato annualmente dalla World Wrestling Federation/Entertainment tra il 2000 e il 2003. Insieme a Rebellion, era uno dei due eventi a pagamento a svolgersi in Inghilterra.

## Edizioni
|  | Evento esclusivo del roster di Raw |

| Edizione        | Data          | Città     | Sede               | Main event                                 |
| --------------- | ------------- | --------- | ------------------ | ------------------------------------------ |
| 2000 (Dettagli) | 6 maggio 2000 | Londra    | Earls Court Centre | The Rock vs. Shane McMahon vs. Triple H    |
| 2001 (Dettagli) | 5 maggio 2001 | Londra    | Earls Court Centre | Steve Austin e Triple H vs. The Undertaker |
| 2002 (Dettagli) | 4 maggio 2002 | Londra    | Wembley Arena      | Triple H vs. The Undertaker                |
| 2003 (Dettagli) | 7 giugno 2003 | Newcastle | Metro Radio Arena  | Kevin Nash vs. Triple H                    |